# Abadan, Pursaklar
Abadan là một xã thuộc huyện Pursaklar, tỉnh Ankara, Thổ Nhĩ Kỳ. Dân số thời điểm năm 2010 là 89 người.